# Hydrosmecta tincta
Hydrosmecta tincta är en skalbaggsart som beskrevs av Notman 1921. Hydrosmecta tincta ingår i släktet Hydrosmecta och familjen kortvingar. Inga underarter finns listade i Catalogue of Life.